# Guido Stache
Guido Stache (Namysłów, 1833 – Vienna, 1921) è stato un geologo e paleontologo austriaco.
A partire dal 1892 fu direttore del Servizio Geologico Austriaco, il k. k. geologischen Reichsanstalt (l’attuale Geologische Bundesanstalt).
Studiò all’Università di Breslavia ed entrò nel k.k. geologischen Reichsansthalt nel 1857, distinguendosi come collaboratore di Franz Ritter von Hauer. Nel corso della sua attività diede contributi fondamentali allo studio paleontologico delle Alpi orientali. 